# Savy-Berlette
Savy-Berlette ist eine französische Gemeinde mit 912 Einwohnern (Stand 1. Januar 2022) im Arrondissement Arras des Départements Pas-de-Calais. Sie liegt im Kanton Avesnes-le-Comte und ist Mitglied des Kommunalverbandes Campagnes de l’Artois.
| Villers-Brûlin | Béthonsart            | Mingoval          |
|                | Kompass               |                   |
| Berles-Monchel | Tilloy-lès-Hermaville | Aubigny-en-Artois |

## Sehenswürdigkeiten

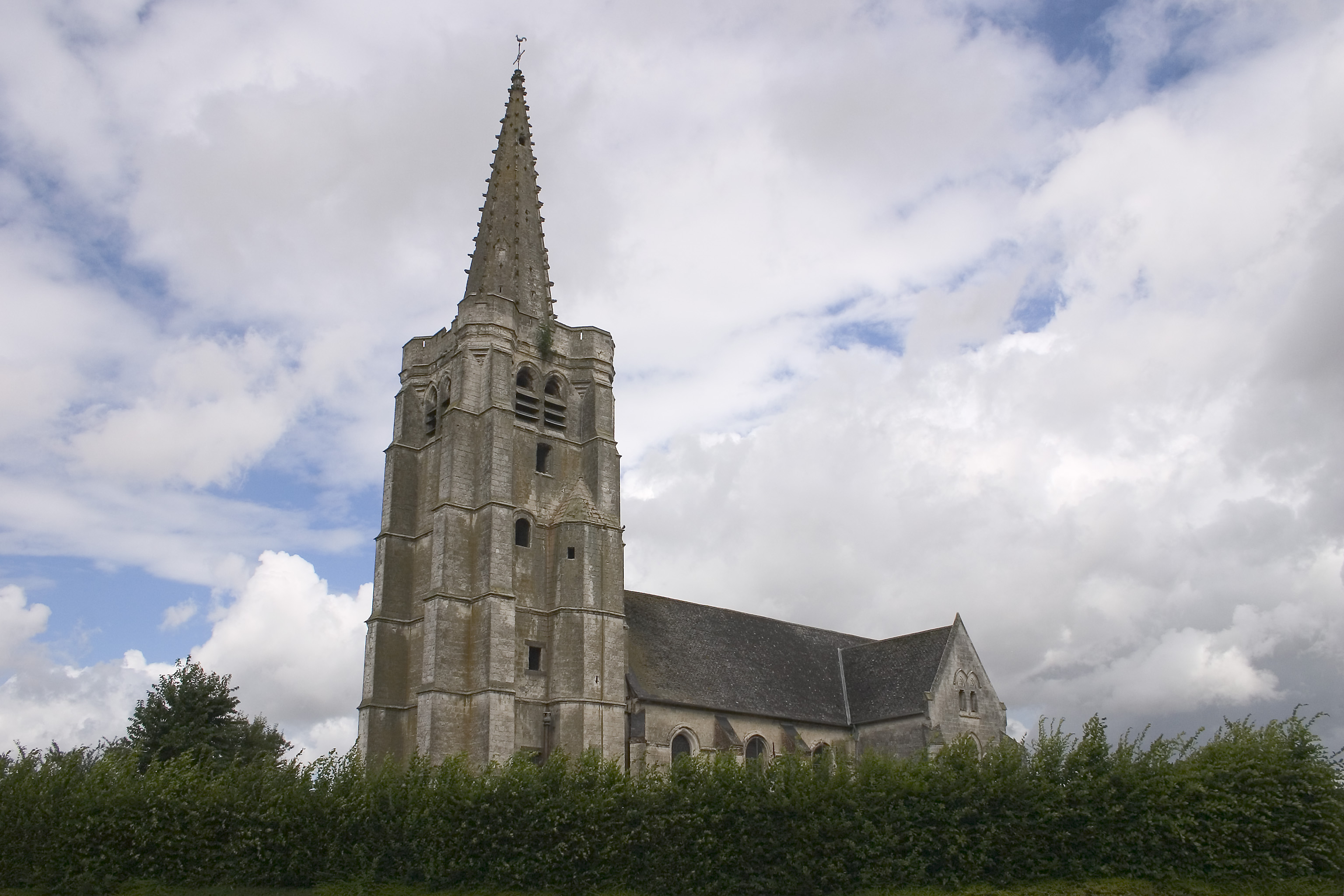
Kirche Saint-Martin